# Clase Town (1936)
La clase Town fue una categoría de cruceros ligeros construidos para la Royal Navy en la década de 1930 bajo los términos del Tratado de Naval de Londres. Se construyeron 10 unidades, agrupadas en tres subclases: Southampton, Gloucester y Edinburgh.

## Armamento
Al igual que sus equivalentes americanos y japoneses y, siguiendo las directrices del Tratado Naval de Londres que especificaba que si el calibre de las armas no superaba las 6,1 pulgadas (155 mm.), estos cruceros se consideraban «ligeros», al margen de su desplazamiento. Las tres principales potencias navales trataron de eludir las limitaciones del tratado por el método de aumentar el desplazamiento de los barcos y aumentando el número de piezas que se instalaban en la batería principal; sólo como ejemplo: para la Armada Imperial Japonesa se construyeron los cruceros de la clase Mogami que si en un principio se dotaron con 15 piezas de 155/60 mm. (cruceros ligeros) en montajes triples fueron construidos de tal forma que en las mismas barbetas pudieran instalarse 10 piezas de 200/50 mm. en montajes dobles, pasando a ser «cruceros pesados». Como curiosidad citar que las torres triples desmontadas a estos cruceros fueron destinadas como artillería secundaría de los acorazados clase Yamato.
En el diseño de las torres de artillería principal se había considerado la posibilidad de empelar estas piezas como armas antiaéreas, mediante el recorte de la parte superior de las mismas para aumentar el ángulo de elevación de las piezas y, dado que con la carga manual no se alcanzaba el suficiente ritmo para el fuego antiaéreo, se diseñó una unidad de carga automática bautizada como «Auto Barrage Unit» (ABU). Este sistema permitía la carga con proyectiles dotados de espoletas temporizadas que eran disparados cuando el objetivo se encontraba a una distancia establecida de forma que el proyectil hiciera explosión en su proximidad.
El armamento secundario estaba compuesto por piezas de 102/40 mm. en 4 o 6 montajes dobles (dependiendo de la subclase) y por cañones 40/39 mm. en 2 o 4 montajes cuádruples (dependiendo de la subclase). El armamento antiaéreo se completaba con ametralladoras de 12,70 mm.
Así mismo estuvieron dotados de 2 montajes triples de tubos lanzatorpedos de 533 mm., 2 hidroaviones «Supermarine Walrus» y una catapulta parta el lanzamiento de los mismos. Estos últimos elementos fueron retirados de todas las unidades en el transcurso de la Segunda Guerra Mundial ante el avance técnico de los equipos de radar.

## Subclases
Los barcos de la clase Town fueron construidos en tres grupos diferentes: Southampton, Gloucester y Edinburgh. Cada uno de ellos variaba ligeramente sus características. En un principio la clase iba a denominarse M o Minotaur, pero ya en 1934 se adoptó la denominación Town.

### Southampton
En un  principio la Marina Real británica prefería mayor número de barcos con menos dotación artillera. Sin embargo, la construcción por parte de la Armada de los Estados Unidos de la clase Brooklyn y de la Armada Imperial Japonesa de la citada clase Mogami, dotadas ambas con 15 piezas en torres triples, hizo que se anulara la construcción de las dos últimas unidades de la clase Arethusa, ya bautizadas como Minotaur y Polyphemus; esta clase iba artillada con seis piezas de 152 mm. en torres dobles, siendo claramente inferiores tanto a los barcos estadounidenses como japoneses.
El coste estimado para cada una de las unidades, basándose en el proyecto aprobado en 1933, era de 2,1 millones de libras en comparación con los 1,6 millones de las unidades de la clase Leander.

### Gloucester
Esta subclase introdujo una segunda dirección de tiro para el tiro a larga distancia, se aumentó la protección horizontal contra las granadas con un gran ángulo de incidencia, aumentó la protección de los polvorines y máquinas y se incrementó el blindaje de las torres de artillería.
Este peso adicional se compensó aumentando la manga en 80 cm. y la potencia de las máquinas hasta los 82.500 CV. Se logró así mantener la velocidad máxima y aumentar la capacidad de generación eléctrica.

### Edinburgh
En principio se había planeado dotar a este último grupo con 16 piezas de 152 mm. en cuatro torretas cuádruples, para lo que se alargó la eslora del diseño hasta los 187 m. Sin embargo esta modificación no se llevó a cabo al no lograrse un diseño efectivo de una torreta cuádruple, lo que hizo que la artillería principal fuera igual que la de las anteriores unidades aunque se mejoré el diseñó de la torre de artillería principal, se añadieron cuatro piezas de 102 mm., 8 de 20 mm. y se incrementó el blindaje.
En 1940 el Almirantazgo consideró la posibilidad de construir más unidades con el diseño del HMS Belfast pero la idea fue finalmente descartada.

## Mejoras
Todas las unidades sufrieron numerosas mejoras a lo largo de la Segunda Guerra Mundial y durante la Guerra de Corea. En los Glasgow, Sheffield y Newcastle se reemplazó una de las torres de 152 mm. de popa por dos montajes cuádruples de cañones Bofors de 40 mm. Esta modificación hubo de hacerse ya que en los barcos de la subclase Southampton no había espacio suficiente para instalar todo ese armamento; sin embargo, en los Edinburgh no hubo este problema al haberse aumentado al eslora en casi 7 m.
La instalación de equipos de radar más potentes permitió la retirada de los hidroaviones de observación, las catapultas y todo el equipo destinado a su mantenimiento a bordo.

## Servicio

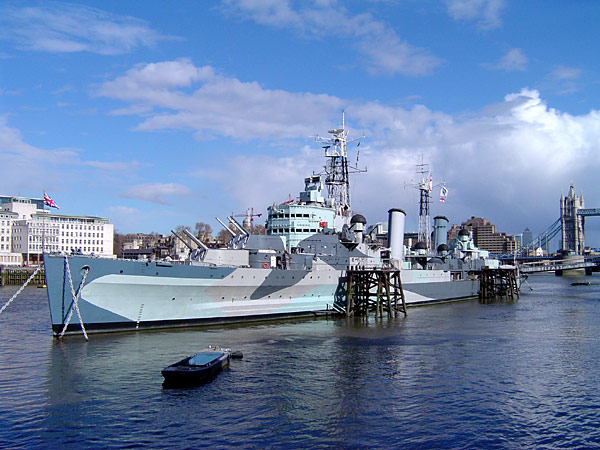
El HMS Belfast amarrado junto al Puente de la Torre

El Newcastle fue el primer barco de la clase botado, el 23 de enero de 1936, y entró en servicio el 5 de marzo de 1937. Durante la Segunda Guerra Mundial tuvieron todas ellas una activa participación; por ejemplo el Sheffield participó en la caza del acorazado Bismarck y, junto con el crucero pesado Norfolk y los ligeros Jamaica y Belfast, en la batalla de Cabo Norte en la que resultó hundido el acorazado Scharnhorst.
En el transcurso del conflicto se perdieron cuatro unidades de esta clase: los Southampton, Manchester, Gloucester y Edinburgh, mientras que el Belfast, último de la clase en entrar en servicio, se ha conservado como barco museo del Imperial War Museum, amarrado en el río Támesis junto al Puente de la Torre.

## Barcos
| Nombre                      | Numeral | Subclase    | Astillero                        | Puesta en grada          | Botadura                | Entrada en servicio     | Destino |
| --------------------------- | ------- | ----------- | -------------------------------- | ------------------------ | ----------------------- | ----------------------- | --- |
| Newcastle (ex Minotaur)     | C76     | Southampton | Vickers-Armstrong, Newcastle     | 4 de octubre de 1934     | 23 de enero de 1936     | 5 de marzo de 1937      | Desguazado en 1959 en Faslane |
| Southampton (ex Polyphemus) | C83     | Southampton | John Brown, Clydebank            | 21 de noviembre de 1934  | 10 de marzo de 1936     | 6 de marzo de 1937      | Hundido tras un ataque aéreo frente a Malta, el 11 de enero de 1941 |
| Glasgow                     | C21     | Southampton | Scotts, Greenock                 | 16 de abril de 1935      | 20 de junio de 1936     | 9 de septiembre de 1937 | Desguazado en 1958 en Blyth |
| Sheffield                   | C24     | Southampton | Vickers-Armstrong, Newcastle     | 31 de enero de 1935      | 23 de julio de 1936     | 25 de agosto de 1937    | Desguazado en 1967 en Faslane |
| Birmingham                  | C19     | Southampton | HM Dockyard, Devonport           | 18 de julio de 1935      | 1 de septiembre de 1936 | 18 de noviembre de 1937 | Desguazado en 1960 en Inverkeithing |
| Liverpool                   | C11     | Gloucester  | Fairfields, Govan                | 17 de febrero de 1936    | 24 de marzo de 1937     | 2 de noviembre de 1938  | Desguazado en 1958 en Bo'Ness |
| Manchester                  | C15     | Gloucester  | Hawthorn Leslie, Hebburn-on-Tyne | 28 de marzo de 1936      | 12 de abril de 1937     | 4 de agosto de 1938     | Hundido tras el ataque de una lancha torpedera italiana frente al Cabo Bon (36°50′N 11°10′E / 36.833, 11.167), el 13 de agosto de 1942                                                  |
| Gloucester                  | C62     | Gloucester  | HM Dockyard, Devonport           | 22 de septiembre de 1936 | 19 de octubre de 1937   | 31 de enero de 1939     | Hundido tras un ataque aéreo frente a Creta, el 22 de mayo de 1941 |
| Belfast                     | C35     | Edinburgh   | Harland and Wolff, Belfast       | 10 de diciembre de 1936  | 17 de marzo de 1938     | 5 de agosto de 1939     | Conservado como barco museo |
| Edinburgh                   | C16     | Edinburgh   | Swan Hunter, Newcastle           | 30 de diciembre de 1936  | 31 de marzo de 1938     | 6 de julio de 1939      | Hundido por un torpedo del HMS Foresight, tras ser averiado por dos torpedos lanzados por el U-456 y otro del destructor Z-24, en 71°51′N 35°10′E / 71.850, 35.167 el 2 de mayo de 1942 |

## Características generales
| Características de la clase Town | | | |
|                                  | Subclase Southampton | Subclase Gloucester | Subclase Edinburgh |
| Desplazamiento (apc)             | 11.730 t. | 12.120 t. | 13.386 t. |
| Eslora                           | 180,3 m. | 180,3 m. | 187 m. |
| Manga                            | 19 m. | 19,8 m. | 19,8 m. |
| Calado                           | 6,10 m. | 6,28 m. | 6,89 m. |
| Propulsión                       | 4 calderas Admiralty de 3 tambores 4 turbinas 4 hélices | 4 calderas Admiralty de 3 tambores 4 turbinas 4 hélices | 4 calderas Admiralty de 3 tambores 4 turbinas 4 hélices |
| Potencia                         | 75.000 CV | 82.500 CV | 82.500 CV |
| Velocidad                        | 32 nudos | 32,25 nudos | 32,25 nudos |
| Autonomía                        | 5.300 millas a 13 nudos | 5.300 millas a 13 nudos | 5.300 millas a 13 nudos |
| Tripulación                      | 750 | 750 | 750 |
| Armamento                        | • 12 cañones de 152/50 mm. Mk. XXIII (4x3) • 8 cañones de 102/40 mm. Mk. XVI (4x2) • 8 cañones de 40/39 mm Mk. VIII (2x4) • 8 ametralladoras de 12,7 mm. • 6 tubos lanzatorpedos de 533 mm. (2x3) | • 12 cañones de 152/50 mm. Mk. XXIII (4x3) • 8 cañones de 102/40 mm. Mk. XVI (4x2) • 8 cañones de 40/39 mm Mk. VIII (2x4) • 8 ametralladoras de 12,7 mm. • 6 tubos lanzatorpedos de 533 mm. (2x3) | • 12 cañones de 152/50 mm. Mk. XXIII (4x3) • 12 cañones de 102/40 mm. Mk. XVI (6x2) • 16 cañones de 40/39 mm Mk. VIII (4x4) • 8 ametralladoras de 12,7 mm. • 6 tubos lanzatorpedos de 533 mm. (2x3) |
| Aviones                          | 2 Supermarine Walrus 1 catapulta (Retirados durante la guerra) | 2 Supermarine Walrus 1 catapulta (Retirados durante la guerra) | 2 Supermarine Walrus 1 catapulta (Retirados durante la guerra) |
| Sensores                         | Radar Tipo 79Y | Radar Tipo 79Y | Radar Tipo 79Y |